# Gobernador de California
El gobernador de California (en inglés, governor of California) es el jefe de Gobierno de California. A la vez, es el titular del poder ejecutivo de dicho estado. Asimismo es comandante en jefe de la Guardia Nacional de California (parte de la Guardia Nacional de los Estados Unidos) y de la Guardia del Estado de California.
La Constitución de California señala entre sus poderes y responsabilidades, la fiel ejecución de las leyes estatales, la elaboración del presupuesto público y recitar anualmente el discurso ante la Legislatura Estatal de California. 
Es electo mediante el sufragio directo para un mandato de cuatro años con posibilidad de reelección; hasta 1863, el mandato duraba dos años. Desde 1990, ninguna persona puede ser elegida para el cargo más de dos veces. En el caso de renuncia, muerte o destitución del gobernador, el vicegobernador asume la gobernatura; y en el caso de revocación, el nuevo gobernador electo termina la gobernatura. 
Hasta la fecha, ha habido un total de treinta y nueve personas que han asumido el cargo en cuarenta gobernaturas; esto ocurre porque Jerry Brown ejerció dos mandatos no consecutivos y se le cuenta por orden cronológico como el 34.º y 39.º gobernador. De las personas que han desempeñado el cargo, ocho no han completado su mandato: cinco han renunciado, dos han fallecido en el cargo y uno ha sido revocado. 
El primero en el cargo fue Peter Burnett, que inició su encargo el 20 de diciembre de 1849. Milton Latham fue el que menos permaneció en el cargo, renunciando tan solo cinco días después de haber sido envestido. Earl Warren, con sus diez años en el puesto, fue el que más ha durado en el cargo y el único que sirvió por más de dos mandatos (ganó tres veces las elecciones para gobernador). 
El actual gobernador es el demócrata Gavin Newsom, que tomó posesión el 7 de enero de 2019.

## Proceso de elección

### Elegibilidad
La sección 2 del artículo V de la Constitución de California marca los requisitos necesarios para ser elegible como gobernador:
- Ser ciudadano estadounidense;
- Ser un votante registrado dentro del estado;
- Haber sido residente en el estado durante al menos cinco años antes del día de la elección;
- No desempeñarse en cualquier otro cargo público para el día del juramento;
- No haber sido elegido ya para dos mandatos.

### Elecciones
El gobernador es electo cada cuatro años por mayoría relativa entre los electores de California. El cuatrienio del gobernador es el mismo por los que son electos son miembros de la Asamblea Estatal de California.
En las elecciones tienen derecho a participar todos las partidos políticos de Estados Unidos, no obstante, en la práctica los partidos Demócrata y Republicano protagonizan el escenario político del país, siendo de facto un sistema bipartidista. Ejemplo de lo anterior, es que de las treinta y nueve gobernadores, únicamente dos no han pertenecido a dichos partidos: J. Neely Johnson (1856-1858) del Know Nothing y Hiram Johnson (1911-1917) del Partido Progresista.

### Juramento
Una vez electo, asume el cargo el primer lunes después del 1 de enero del año siguiente de la elección. Para ello se hará una ceremonia en la que, para asumir el cargo, deberá tomar protesta con el siguiente juramento:

I (Governor) do solemnly swear that I will support and defend the Constitution of the United States and the Constitution of the State of California against all enemies foreign and domestic, that I will bear true faith and allegiance to the Constitution of the United States and the Constitution of the State of California, that I take this obligation freely without any mental reservation or purpose of evasion and that I will well and faithfully discharge the duties upon which I am about to enter.
Yo [nombre del Gobernador] juro solemnemente que apoyaré y defenderé la Constitución de los Estados Unidos y la Constitución del Estado de California contra todos los enemigos extranjeros y nacionales, que tendré verdadera fe y lealtad a la Constitución de los Estados Unidos y la Constitución del Estado de California, que asumo esta obligación libremente sin ninguna reserva mental o propósito de evasión y que cumpliré bien y fielmente con los deberes que estoy a punto de asumir.
Discurso recitado por el gobernador en su toma de protesta (original y su traducción al español)

## Vacancia y sucesión

### Vacancia temporal
De acuerdo con la Constitución de California, el gobernador no puede ejercer sus poderes y deberes cuando se encuentre fuera del territorio estatal, y el vicegobernador pasa a desempeñarse como gobernador interino sin ningún tipo de limitación y cuando el gobernador regresa al territorio estatal, vuelve a asumirlos de forma automática cuando. Pero en la práctica existe un acuerdo entre caballeros en el que este se limita a realizar acciones menores o sin importancia.

### Vacancia permanente
| N.º                               | Cargo                                       | Actual titular | Actual titular   |
| --------------------------------- | ------------------------------------------- | -------------- | ---------------- |
| 1.º                               | Vicegobernador de California                |                | Eleni Kounalakis |
| 2.º                               | Presidente pro temporare del Senado Estatal |                | Toni Atkins      |
| 3.º                               | Presidente de la Asamblea Estatal           |                | Anthony Rendon   |
| 4.º                               | Secretario de Estado                        |                | Shirley Weber    |
| 5.º                               | Fiscal general de California                |                | Rob Bonta        |
| 6.º                               | Tesorero de California                      |                | Fiona Ma         |
| 7.º                               | Contralor de California                     |                | Betty Yee        |
| 8.º                               | Superintendente de Instrucción Pública      |                | Tony Thurmond    |
| 9.º                               | Comisionado de Seguros                      |                | Ricardo Lara     |
| 10.º                              | Presidente de la Junta de Ecualización      |                | Malia Cohen      |
| Partidos: Demócrata Independiente |                                             |                |                  |

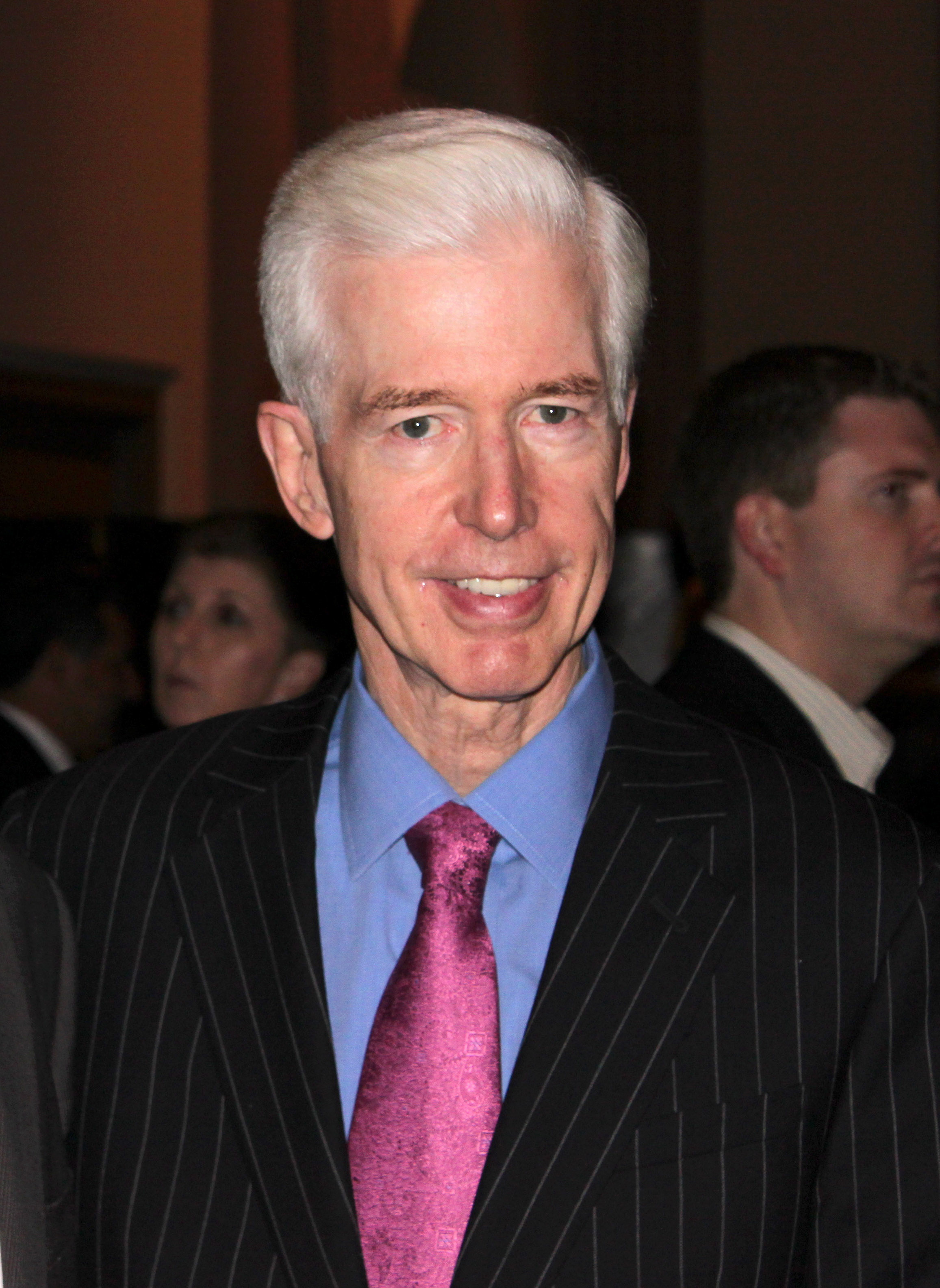
Gray Davis ha sido el único gobernador de California que ha sido revocado de su cargo, y uno de los dos gobernadores revocados a nivel nacional.

El cargo de gobernador puede quedar vacante de forma absoluta por cuatro circunstancias: muerte, dimisión, destitución y revocación.
Por excepción de la revocación de mandato, en la falta absoluta del gobernador, el vicegobernador asume como gobernador en pleno derecho hasta terminar el mandato en cuestión, y su gobernatura recibe una numeración. Siete vicegobernadores han accedido al cargo por dicha condición: cinco por dimisión y dos por muerte. En caso de que ocurriera la falta temporal o absoluta del gobernador electo, cesaría el periodo el gobernador saliente y el vicegobernador electo asumiría como gobernador interino hasta que el gobernador tomara juramento del cargo (si esta fuera temporal) o durante todo el mandato (si esta fuera permanente, como la muerte).
Asimismo, el Código de Gobierno, título segundo, división tercera, parte 2, capítulo 1, artículo 5.5 «Sucesión de la Oficina del Gobernador», contempla que en el caso de que existe la ausencia del vicegobernador, sería suplida por el presidente pro temporare del Senado Estatal de California, y si este se encontrara ausente, sería suplida por el presidente de la Asamblea Estatal de California, y si este se encontrara ausente, sería suplido por miembros específicos del Gabinete en un orden específico si el anterior, a su vez, se encontrara vacante.
Solo dos gobernadores han fallecido durante su encargo: Washington Bartlett (en 1887) y James Rolph (en 1934), ambos por causas naturales.
California es uno de los diecinueve estados de Estados que contempla la revocación de mandato para todos sus cargos electos, incluida para su gobernador. A diferencia de los tres casos anteriores (muerte, dimisión o destitución), en el caso de que sea revocado del cargo, el vicegobernador se mantiene en el cargo, pues el reemplazo del gobernador es electo en la misma revocación y únicamente asume si el resultado de la elección es revocar; en el caso de que ganara la opción de revocación, el nuevo gobernador se mantendrá en la gobernatura para completar el mandato correspondiente. Para proceder con una revocación de mandato, es necesario la recolecta del 12% de los electores participantes en la última elección para gobernador.
Dos gobernadores han enfrentado revocaciones de mandato: Gray Davis (elecciones revocatorias de 2003) y Gavin Newsom (elecciones revocatorias de 2021). Únicamente Davis fue revocado su cargo, y Arnold Schwarzenegger ha sido el único gobernador de California que ha llegado al cargo a través de unas elecciones revocatorias. Curiosamente, a lo largo de la historia de Estados Unidos, únicamente tres gobernadores han enfrentado revocaciones: Lynn Frazier (que fue revocado de gobernador de Dakota del Norte en 1921), Davis y Newsom, dos de ellos gobernadores de California.
El gobernador puede dimitir por cualquier motivo y su efecto es inmediato, por lo que no tiene que ser ratificado. A lo largo de la historia, cinco gobernadores han renunciado: Peter Burnett (en 1851), Milton Latham (en 1860), Newton Booth (en 1875), Hiram Johnson (en 1917) y Earl Warren (en 1953). Los motivos han sido dos: Burnett citó «motivos personales» para su renuncia y los demás para aspirar a otro cargo político, concretamente Latham, Booth y Johnson para desempeñarse como senadores y Warren para desempeñarse como presidente de la Corte Suprema de los Estados Unidos.
El gobernador puede enfrentar un proceso de destitución (en inglés, impeachment). En dicho caso, el vicegobernador deberá ejercer como gobernador interino mientras dure el proceso. Ningún gobernador de California se ha enfrentado a un proceso de destitución.

## El vicegobernador de California

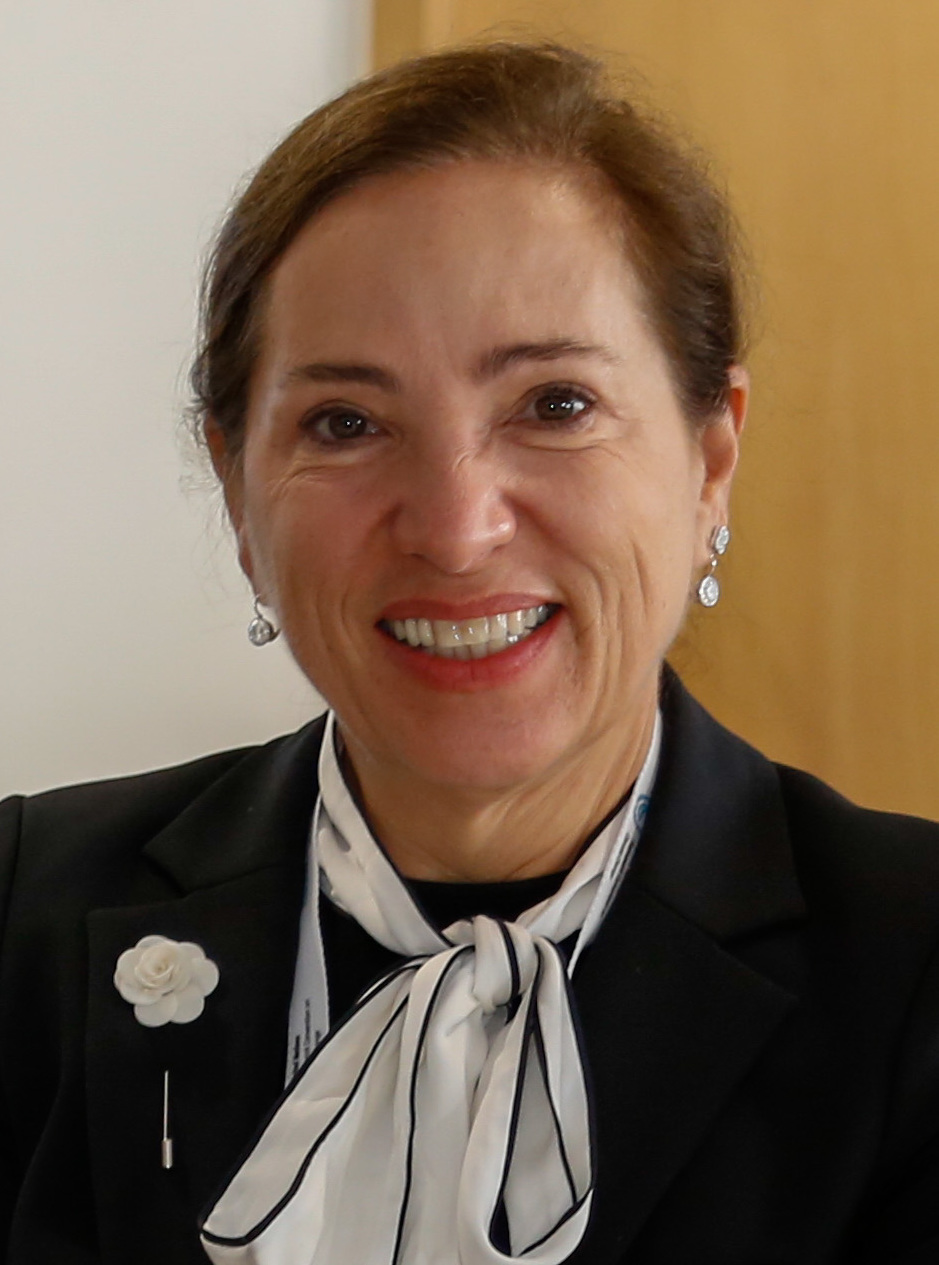
Eleni Kounalakis es la 50.ª y actual vicegobernadora de California, siendo además, la primera mujer en ejercer el cargo.

El vicegobernador de California (en inglés, lieutenant governor of California) es el segundo más alto cargo del poder ejecutivo en California. Al igual que el gobernador, es electo para un mandato de cuatro con posibilidad de reelección inmediata para un periodo adicional. Desde la creación del estado, el cargo no es elegido en la misma boleta electoral que el gobernador, situación que solo ocurre en ocho de los cincuenta estados de Estados Unidos.
Es ex officio presidente del Senado Estatal de California y gobernador interino durante las ausencias temporales del gobernador. No obstante, al igual que el vicepresidente de los Estados Unidos, en la práctica sus funciones legislativas son limitadas, pues no tiene derecho a voto excepto para resolver empates (en las que haya veinte votos a favor y en contra) y tampoco preside el Senado, cargo que le corresponde al presidente pro tempore del Senado, el cual por costumbre proviene del partido de la mayoría de la cámara y es confirmado por el pleno. 
El hecho de que el gobernador y el vicegobernador sean electos de forma independiente, abre la posibilidad de no pertenezcan al mismo partido político; la situación ha sido poco común a lo largo de la historia, siendo la excepción a la regla los largos periodos de 1979 a 1999 y de 2003 a 2009, en los que ambos cargos fueron ocupados de forma paralela por un demócrata y un republicano. 
Aquella situación no trae mayor problema, pero a lo largo de la historia han ocurrido controversias entre ambos cargos. La más famosa de ellas ocurrió, en 1979 durante el segundo mandato de la gobernatura de Jerry Brown se encontraba fuera del estado; no obstante, el vicegobernador Mike Curb firmó varias órdenes contrarias a la administración de Brown y nominó a un candidato para presidente de los Tribunales de Apelación de California de California; cuando Brown regresó al estado y reasumió sus poderes, retiró la nominación y puso a otro juez en su lugar. Curb intentó anular el retiro de la nominación por la vía judicial, denominado el caso «In re Governorship» (en español, Sobre la regobernación), al que la Corte Suprema de California llegó a la siguiente resolución: «El vicegobernador tiene autoridad para ejercer todos los poderes gubernativos de nombramiento mientras que el gobernador está físicamente ausente del estado y el gobernador tiene autoridad para retirar la nominación hasta que la confirmación del nombramiento no sea haga efectiva».